# Paul Arrighi
Pour les articles homonymes, voir Arrighi.
Paul Arrighi (Renno, Corse, 20 octobre 1895 - Marseille, 19 mai 1975) est un professeur d’italien auteur de nombreux ouvrages sur la langue et la littérature italiennes, et sur la Corse, son histoire, ses mœurs et sa poésie.

## Biographie

### Le professeur et l’écrivain
Paul Arrighi voit le jour en Corse, à Renno, canton de Vico, le 20 octobre 1895. Il meurt à Marseille, le 19 mai 1975. Son père, Antoine Arrighi, auteur de Chansons Rennoise, enseigne au collège Fesch d'Ajaccio où Paul fait ses études jusqu'au baccalauréat. Puis Paul monte à Paris en khâgne à Louis-le-Grand, et est reçu à l'École normale supérieure en juillet 1917 (langue et littérature italiennes). Agrégé d’italien en 1920, il est d’abord en poste au lycée de Bourg-en-Bresse.
Il est ensuite professeur au lycée français de Rome (de 1923 à 1928), et chargé de conférences à l’Institut de Naples (1928-1930). C'est en Italie même qu'il entreprend sa grande thèse sur le vérisme italien (prose narrative et poésie). Ce qui ne l'empêche pas de lier là-bas de fortes amitiés et de se tenir informé de l'évolution politique italienne en ces inquiétantes années.
En 1930, Paul Arrighi rentre en France, au lycée Saint-Charles et au lycée Thiers de Marseille. Il y achève sa thèse en 1937. En 1939, il reçoit le prix Paul Flat de l'Académie française.
En 1942, il est nommé maître de conférences de langue et littérature italiennes à la Faculté d'Aix-en-Provence, puis professeur.
Autres activités officielles ou missions : conférencier en France, en Italie, en Suisse, en Belgique, en Allemagne, en Autriche, au Portugal, en Tunisie ; chargé d'enquête par le Musée des Arts et Traditions populaires (1946 et 1948) ; membre, puis président du jury d'agrégation d'italien (de 1946 à 1963) ; membre du Comité consultatif des Universités ; directeur de l'Institut d'études littéraires de Nice (1956) ; organisateur du congrès Pétrarque à Aix-en-Provence (avril 1959); président de la Société des Italianistes de l'E.S. en 1962.

## Principales publications

### Littérature et l'histoire littéraire française ou classique
- Zola à Rome, 1928 ;
- Zola à Naples, 1932 ;
- Virgile relu par un Corse, 1932[6];
- Mérimée en Corse ;
- Mérimée fait le mort, 1925 ;

### Littératures comparées
- Un émule italien de Sainte-Beuve romancier, 1930 ;
- La France vue par Parini, Leopardi et Pascal, 1938 ;

### Littérature italienne en ses divers siècles
- Pétrarque au mont Ventoux : l'ascension mystique du 26 avril 1336 (1937) ;
- A Vaucluse et à la Sainte-Baume sur les pas de Pétrarque (1968) ;
- Pèlerinage au berceau de Leopardi (1959)[7];
- Manzoni et Fogazzaro devant le thème de l'amour (1956)[8];
- Garibaldi et son mythe poétique (1960)[9];
- Capuana et les deux versions de “ Giacinta ” (1934) ;
- Une grande journée romaine de D'Annunzio (1943).
- La Littérature italienne[10] (1966)

## Publications consacrées à la Corse, son histoire, ses mœurs, sa poésie[11].
En 1923 Paul Arrighi fonde la revue littéraire intitulée L'Annu Corsu qu’il continue jusqu'en 1939. Dès le début, il tient à la définir comme « une œuvre corse de bons Français ». C’est une anthologie, essentiellement dialectale, mais en fait bilingue, des lettres, arts et félibriges corses. À ce tribut périodique se joignent de bonne heure des hommages plus spéciaux.

### Monographies littéraires
- L'œuvre de Santu Casanova (1933)[13];
- L'œuvre de J.B. Marcaggi (1935)[14];
- Lorenzo Vero, l'homme et l'œuvre (1967)[15];
- L'Enquête sur l'Esprit Corse, Les Cahiers du Cyrnéisme - N°1 , Editions de l'Annu Corsu, 1929[16] ;
- Cahiers du Cyrnéisme, créés et en grande partie rédigés par lui. C'est là qu'il publie ses grandes enquêtes ;
- Pages consacrées au poète Petru Leca[17].

En outre, il fonde la Biblioteca corsa, puis, sous le nom de Kallisté, le groupe littéraire et artistique corse de Marseille. Face à la fièvre fasciste, qui tourne vers l'île des regards impudents, rien n’est alors plus digne que la réponse de Paul Arrighi, et des Corses.
Entre la fin de la deuxième guerre et son décès en 1975, quelques-uns des très nombreux titres de ses publications cyrnéennes : 
- La Corse, (1946), volume illustré par Cornillac ;
- La vie littéraire et intellectuelle en Corse, (1951), dans l'ouvrage collectif La Corse, aux Horizons de France ;
- La Corse, (1970) en collaboration avec Emile Ripert, mort en 1948 ;
- Esprit de clocher et surnoms collectifs en Corse (1956), travail de philologie et d'ethnographie ;
- Histoire de la Corse (1966), dans la Collection Que sais-je ? (P.U.F.)[18],[19];
- La vie quotidienne en Corse au XVIIIe siècle (1970), (Hachette)[20], prix Marie-Eugène Simon-Henri-Martin de l’Académie française en 1971[5];
- Histoire de la Corse, 1971, ouvrage collectif, éditions Privat[21] ;
- cinq cents « Dictons corses », 1976, titre posthume, éditions Privat[22].

## Récompenses et distinctions
- : Chevalier de la Légion d'honneur[réf. nécessaire]
- : Officier, puis commandeur des Palmes académiques[réf. nécessaire]
- : Titulaire de l'Ordre de l'Étoile de la solidarité italienne[réf. nécessaire]
- : Chevalier, puis commandeur (1962) de l'Ordre du Mérite de la République italienne[réf. nécessaire]
- Médaille d'or de la Cultura Italiana[réf. nécessaire]
- Médaille d'or de la Société Dante Alighieri[réf. nécessaire]
- Prix Paul-Flat 1939 de l’Académie française[5];
- Prix Marie-Eugène Simon-Henri-Martin 1971 de l’Académie française[5].

### Sources
- André Pézard, Notice nécrologique Paul Arrighi promotion 1917, Annuaire de l’Ecole normale supérieure.